# Roscanvel
Roscanvel è un comune francese di 949 abitanti situato nel dipartimento del Finistère nella regione della Bretagna.

## Monumenti e luoghi d'interesse
- Îlot des Capucins, isolotto con annessa fortezza

## Società

### Evoluzione demografica
Abitanti censiti